# Austral Ecology
Austral Ecology: A Journal of Ecology in the Southern Hemisphere — оглядовий науковий журнал, що публікує результати оригінальних досліджень, пов'язаних з екологією наземних, морських і прісноводних  екосистем Південної півкулі. Публікується видавництвом Blackwell Science Asia, є офіційним журналом Екологічного товариства Австралії.
Перші випуски було опубліковано в 1976 р. під назвою Australian journal of ecology., нинішню назву адаптовано в 2000 р. Виходить друком 8 разів на рік. На початок 2007 р. було видано 32 томи.
Імпакт-фактор 1.769. ISSN 1442-9985 для паперової версії і ISSN 1442-9993 для online випуску.

## Ресурси Інтернету
- Austral Ecology, Blackwell Publishing